# Amidou Sawadogo
Amidou Gueswende Sawadogo est un coureur cycliste burkinabé, né le 1er octobre 1976.

## Palmarès
- 2002
  - 6e et 7e étapes du Tour du Faso
  - 2e étape du Tour du Mali
- 2004
  - 3e du championnat du Burkina Faso sur route

## Classements mondiaux
| Année           | 2005 |
| --------------- | ---- |
| UCI Africa Tour | 29e  |